# アリスタ!TV
アリスタ!TVとは、HAPPY! STYLEが企画するイベントである。
能登有沙をメインパーソナリティーに、ライブ、トーク、ゲームといった様々なコーナーを進行していく公開番組的なイベントであり、能登有沙の冠イベントでもある。会場は主にパシフィックヘブン（アップフロントグループが入居するビルの1階）である。

## 出演者
- 能登有沙（アップフロントエッグ） - メインパーソナリティー
- 小倉唯
- 石原夏織
- 三澤紗千香 - 第1回目にゲストとして出演後、第2回目以降から本格出演。
- 寺門仁美 - 第3回目に出演。

## 開催履歴
- 2009年11月22日 - 第1回をパシフィックヘブンにて開催。能登・小倉・石原に加え、ゲストとして三澤紗千香も出演した。
- 2010年1月11日 - 第2回を「新春スペシャル」としてパシフィックヘブンにて開催。上述の4人が出演。
- 2010年3月20日 - 第3回をパシフィックヘブンにて開催。上述の4人に加えて寺門仁美が初出演。

## その他
- 第3回は、HAPPY!STYLEの公式ブログでレポートが公開されている。
- 2010年5月には、Ustreamを使った動画配信が行われた。